# Euphrasie de Vienne
Euphrasia (VIe siècle) est l'épouse de l'évêque Namatius de Vienne. Une épitaphe lui est consacrée par Venance Fortunat. En 558, après la mort de son mari, elle devient nonne. Elle se distingue par sa générosité envers les veuves, les exilés et les captifs.